# 화어문능력시험

화어문능력시험 로고

화어문능력시험(Test of Chinese as a Foreign Language (TOCFL), 중국어 정체자: 華語文能力測驗, 병음: Huáyǔwén Nénglì Cèyàn 화위원넝리처옌[*])은 중화민국의 중국어 시험 중 하나다. 모국어가 중국어가 아닌 인사를 대상을 위해 개발되었으며, 국가화어측험추동공작위원회(중국어 정체자: 國家華語測驗推動工作委員會, 병음: Guójiā Huáyǔ Cèyàn Tuīdòng Gōngzuòwěiyuánhuì)에서 집행한다. 화어문능력시험은 중국 대륙, 홍콩, 마카오에서는 칠 수 없는데, 이 곳은 오직 HSK 시험만 응시할 수 있다. 물론, 타이완, 진먼 현과 같이 중화민국의 영토에서는 HSK 시험에 응시할 수 없다.
명칭도 "Test of Proficiency-Huayu(TOP)"은 "Test of Chinese as A Foreign Language(TOCFL)"로 변경되었다. 중화민국에서는 5월, 11월 1년에 총 2회로 이루어지지만, 대한민국에서는 매년 11월 1년에 1회만 시험을 칠 수 있다. 대한민국은 2006년부터 실시되고 있다.

## 용도
- 대만 장학금 신청
- 중화민국 소재 대학에 입학 시 중국어 능력 참고
- 세계 각국 중국어 관련 학과 입학 시 참고
- 입사 할 때 중국어 어학 성적 증명
- 대한민국 문화체육관광부 관광통역안내사 선발 시험에 공인어학성적으로 제출[1]

## 단계
| CEFR | Band   | 급수        | 학습 시간                                                                 | 단어 수 |
| ---- | ------ | ----------- | ------------------------------------------------------------------------- | ------- |
| A2   | Band A | 2급(基礎級) | 240-360 시간 (모국어가 중국어임) 480-720 시간 (모국어가 중국어가 아님)    | 800     |
| B1   | Band B | 3급(進階級) | 360-480 시간 (모국어가 중국어임) 720-960 시간 (모국어가 중국어가 아님)    | 1500    |
| B2   | Band B | 4급(高階級) | 480-960 시간 (모국어가 중국어임) 960-1920 시간 (모국어가 중국어가 아님)   | 5000    |
| C1   | Band C | 5급(流利級) | 960 시간 이상 (모국어가 중국어임) 1920 시간 이상 (모국어가 중국어가 아님) | 8000    |

## 구성
화어문능력시험은 읽기, 듣기, 말하기, 쓰기로 구성이 되어있다. 총 100 문항이다.

## 한어수평고시(HSK)와 비교
시험 응시에 필요한 단어나 어휘의 수가 다르고, TOCFL은 정체자, 간체자 둘 다 시험을 볼 수 있다. 하지만, 간체자로 보는 것이 정체자로 보는 것보다 응시료가 더 비싸다. ( 정체자 : 한화 ₩40,000원, 간체자 : 한화 ₩60,000원)
한국에서는 정체자, 간체자 같은 가격(₩55,000원)으로 치룰수 있다.

## 같이 보기
- HSK